# ماروسانگی
ماروسانگی (به لاتین: Marosangy) یک منطقهٔ مسکونی در ماداگاسکار است که در مننجری واقع شده‌است. ماروسانگی ۱۷٬۰۰۰ نفر جمعیت دارد و ۶۴ متر بالاتر از سطح دریا واقع شده‌است.